# جيمي إلمان
جيمي إلمان (بالإنجليزية: Jamie Elman)‏ مواليد 5 يوليو 1976 في نيويورك، نيويورك، الولايات المتحدة، هو ممثل أمريكي بدأ مسيرته الفنية سنة 1993.

## الأعمال

### أفلام
- زجاج مكسر
- رالف المدمر

### مسلسلات
- دون أثر
- سي اس آي: نيويورك
- عقول إجرامية
- عبر جوردان
- اكبح حماسك
- ماد من
- ذا ينغ أند ذا رستلس
- إن سي آي إس
- هاوس

## روابط خارجية
- جيمي إلمان على موقع IMDb (الإنجليزية)
- جيمي إلمان على موقع ألو سيني (الفرنسية)
- جيمي إلمان على موقع أول موفي (الإنجليزية)
- جيمي إلمان على موقع قاعدة بيانات الأفلام السويدية (السويدية)
- جيمي إلمان على موقع قاعدة بيانات الفيلم (الإنجليزية)
- جيمي إلمان على موقع كينوبويسك (الروسية)